# Saint-Aubin-de-Courteraie
Saint-Aubin-de-Courteraie ist eine französische Gemeinde mit 130 Einwohnern (Stand: 1. Januar 2022) im Département Orne in der Region Normandie. Sie gehört zum Arrondissement Mortagne-au-Perche und zum Kanton Mortagne-au-Perche.

## Geografie
Die Gemeinde Saint-Aubin-de-Couteraie liegt an der oberen Sarthe, 34 Kilometer nordöstlich von Alençon. Nachbargemeinden sind Mahéru und Moulins-la-Marche im Norden, Saint-Martin-des-Pézerits im Nordosten, Saint-Ouen-de-Sécherouvre im Südosten, Saint-Germain-de-Martigny und Champeaux-sur-Sarthe im Süden, Sainte-Scolasse-sur-Sarthe und Le Plantis im Südwesten sowie Saint-Agnan-sur-Sarthe im Nordwesten.

## Bevölkerungsentwicklung
| Jahr                       | 1962 | 1968 | 1975 | 1982 | 1990 | 1999 | 2010 | 2021 |
| -------------------------- | ---- | ---- | ---- | ---- | ---- | ---- | ---- | ---- |
| Einwohner                  | 206  | 175  | 156  | 151  | 127  | 111  | 140  | 130  |
| Quellen: Cassini und INSEE |      |      |      |      |      |      |      |      |

## Sehenswürdigkeiten

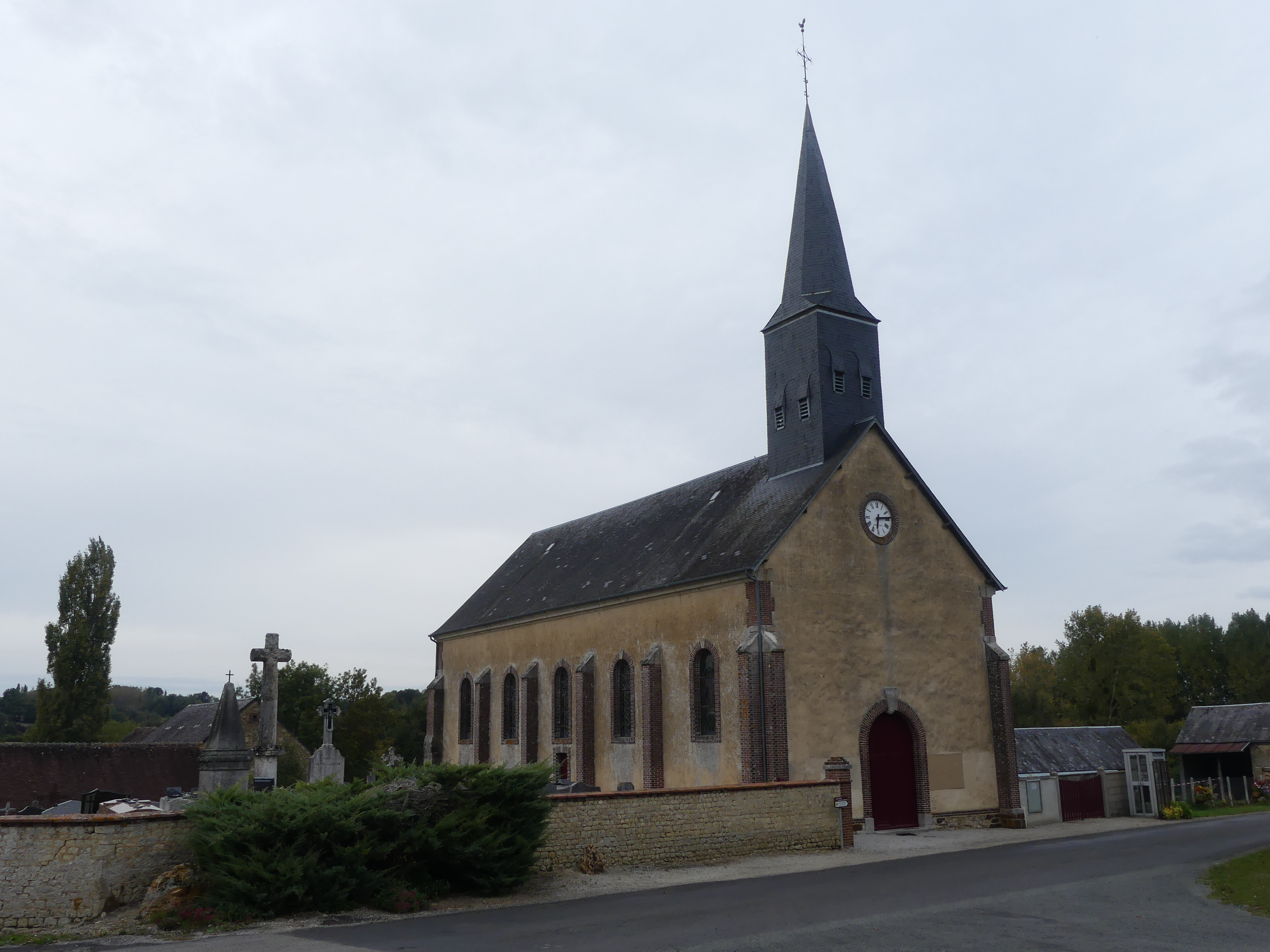
Kirche Saint-Aubin
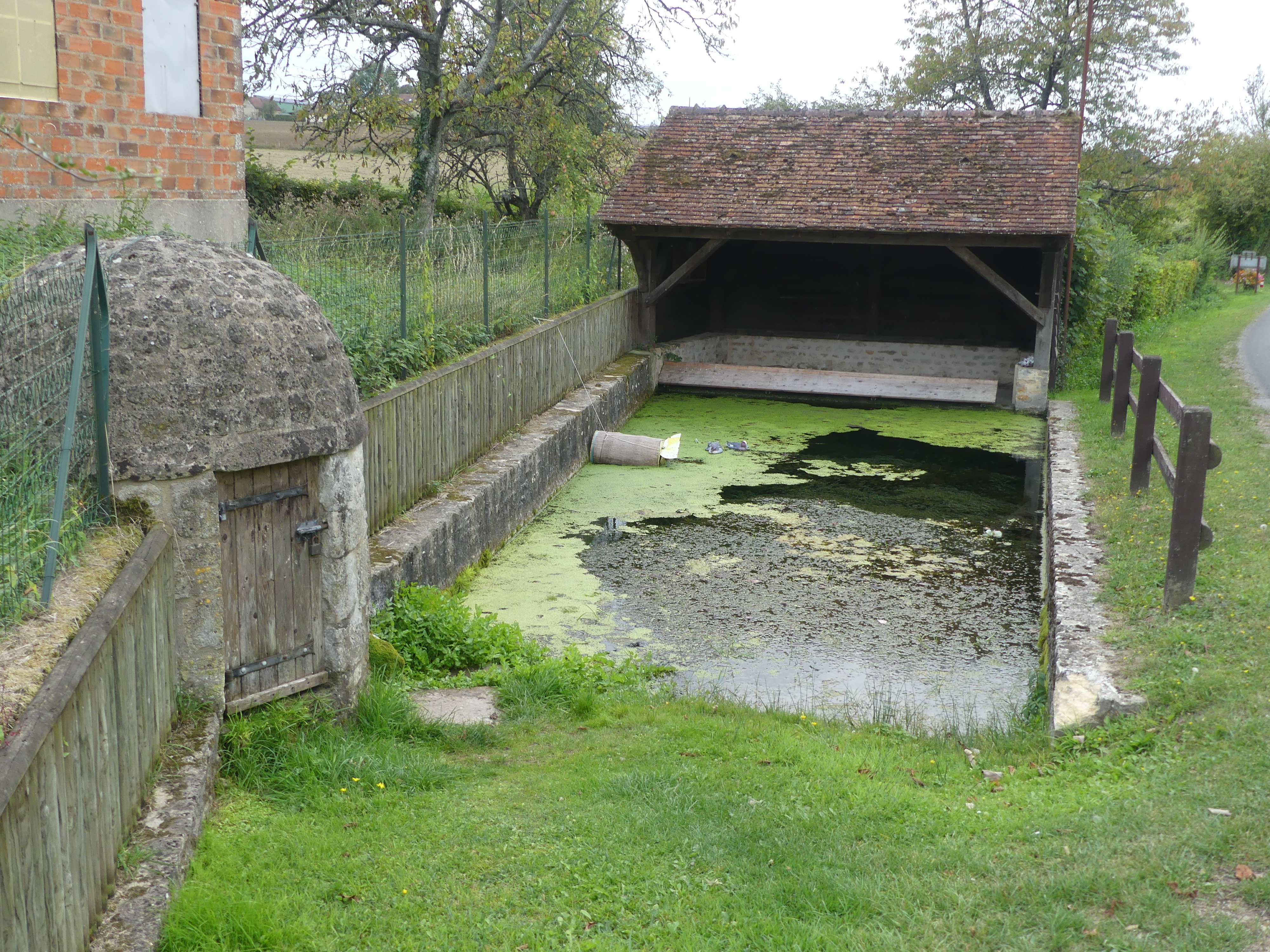
Lavoir

- Kirche Saint-Aubin
- Lavoir